# 野球スペイン代表
野球スペイン代表（西：Selección de béisbol de España）は、スペインにおける野球のナショナルチームである。WBSCヨーロッパに加盟するスペイン王立野球ソフトボール連盟によって運営されている。WBSC世界ランキングは22位（2023年11月2日発表時点）。

## 歴史
欧州野球選手権には第1回から参加しており、1954年の第1回大会では準優勝し、1955年の自国開催の第2回大会では優勝している。それ以降は、2023年の第37回大会で2度目の優勝を果たすまでは3位入賞が12回と、長年にわたり最高成績が3位止まりであった。このことから、欧州内ではオランダ、イタリアに次ぐ3番手であるという見方がある。
1992年には、開催国としてバルセロナオリンピックでの野球競技に出場。プエルトリコに勝利するも、8位であった。
2007年の第30回欧州野球選手権では3位入賞し、北京オリンピック世界最終予選（大陸間プレーオフ）に進出した。
2012年の第32回欧州野球選手権では2大会ぶりの3位入賞を果たした。9月に開催された第3回WBC予選ではイスラエルを破り初の本選出場を決めた。ただ、第3回WBC参加の選手のうちスペイン出身はマニュエル・オリベイラ1人だけである。
2013年3月の本戦ではドミニカ共和国、プエルトリコ、ベネズエラと強豪が揃うC組（サンフアンラウンド）に振り分けられ、全敗で1次ラウンド敗退となった。
2016年3月の第4回WBC予選ではパナマシティのロッド・カルー・スタジアムで開催された予選3組に振り分けられ、コロンビア、フランスに連敗して敗退した。
2022年9月の第5回WBC予選では、ドイツ・レーゲンスブルクのアーミン・ウルフ・アレーナで開催された予選A組で、勝利すれば本戦進出となる9月20日のイギリス戦に敗戦。本戦進出の可能性を残していた9月21日のチェコ戦にも敗戦し、2大会ぶりの本戦進出とはならなかった。
2023年9月にチェコで開催された第37回欧州野球選手権では、グループステージでギリシャ、オーストリア、開催国チェコに3連勝して決勝トーナメント進出を決めると、準々決勝ではスウェーデンを18-3で、準決勝ではオランダを7-6で、そして決勝ではイギリスを11-2で下し、1955年の第2回大会以来、実に68年ぶりの優勝を全勝で果たした。2本塁打11打点と打線を牽引したワンダー・エンカーナシオンが大会の最優秀選手賞（MVP）に、4本塁打を放ったオマール・エルナンデスが大会の最多本塁打賞と最多得点者賞（10）に輝いた。
2025年3月の第6回WBCの予選では、前回大会予選と同様、本戦進出決定戦でチャイニーズタイペイ代表に敗れ、本戦出場はならなかった。

## 特徴
代表選手の中にはベネズエラやキューバなど、中南米出身の選手が多い。また、マイナーリーグ経験者やリーガ・メヒカーナ・デ・ベイスボルでプレーしている選手も多い。

## 国際大会

### ワールド・ベースボール・クラシック
| 回 | 年   | 開催地                                                                       | 順位            |
| -- | ---- | ---------------------------------------------------------------------------- | --------------- |
| 1  | 2006 | アメリカ合衆国の旗 · 日本の旗 · プエルトリコの旗                             | 不参加          |
| 2  | 2009 | アメリカ合衆国の旗 · 日本の旗 · プエルトリコの旗 · メキシコの旗 · カナダの旗 | 不参加          |
| 3  | 2013 | アメリカ合衆国の旗 · 日本の旗 · プエルトリコの旗 · 中華民国の旗              | 1次ラウンド敗退 |
| 4  | 2017 | アメリカ合衆国の旗 · 日本の旗 · 大韓民国の旗 · メキシコの旗                  | 予選敗退        |
| 5  | 2023 | アメリカ合衆国の旗 · 日本の旗 · 中華民国の旗                                 | 予選敗退        |
| 6  | 2026 | アメリカ合衆国の旗 · 日本の旗 · プエルトリコの旗                             | 予選敗退        |

### オリンピック
| 回 | 年   | 開催地       | 順位     |
| -- | ---- | ------------ | -------- |
| 26 | 1992 | バルセロナ   | 8位      |
| 27 | 1996 | アトランタ   | 予選敗退 |
| 28 | 2000 | シドニー     | 予選敗退 |
| 29 | 2004 | アテネ       | 予選敗退 |
| 30 | 2008 | 北京         | 予選敗退 |
| 33 | 2021 | 東京         | 予選敗退 |
| 35 | 2028 | ロサンゼルス |          |

### WBSCプレミア12
| 回 | 年   | 開催地                                                | 順位                                     |
| -- | ---- | ----------------------------------------------------- | ---------------------------------------- |
| 1  | 2015 | 日本の旗 · 中華民国の旗                               | 参加資格無し（世界ランキング17位のため） |
| 2  | 2019 | 日本の旗 · 中華民国の旗 · 大韓民国の旗 · メキシコの旗 | 参加資格無し（世界ランキング26位のため） |
| 3  | 2024 | 日本の旗 · 中華民国の旗 · メキシコの旗                | 参加資格無し                             |

### ワールドカップ
- 1988年 - 12位
- 1998年 - 14位
- 2005年 - 14位
- 2007年 - 14位

### インターコンチネンタルカップ
- 1991年 - 8位
- 1993年 - 9位
- 1995年 - 10位
- 1997年 - 8位

### 欧州選手権
- 1954年 - 準優勝
- 1955年 - 優勝
- 2023年 - 優勝

### イタリアンベースボールウィーク
- 2005年 - 不参加
- 2007年 - 不参加
- 2009年 - 不参加
- 2010年 - 準優勝
- 2012年 - 優勝
- 2014年 - 準優勝

## 世界ランキング
WBSCが発表している男子野球世界ランキングにおいて、スペインの順位は以下の通りである。
| 回 | 発表日         | 順位 | 変動 | ポイント |
| -- | -------------- | ---- | ---- | -------- |
| 1  | 2012年12月31日 | 16   | +-0  | 109.51   |
| 2  | 2014年12月31日 | 17   | 1    | 105.52   |
| 3  | 2016年12月31日 | 21   | 4    | 536      |
| 4  | 2018年9月25日  | 25   | 4    | 325      |
| 5  | 2018年12月17日 | 26   | 1    | 325      |
| 6  | 2019年12月31日 | 20   | 6    | 719      |
| 7  | 2020年3月18日  | 20   | +-0  | 719      |
| 8  | 2021年6月28日  | 21   | 1    | 522      |
| 9  | 2021年8月11日  | 19   | 2    | 572      |
| 10 | 2021年12月31日 | 19   | +-0  | 749      |
| 11 | 2022年12月31日 | 19   | +-0  | 806      |
| 12 | 2023年3月28日  | 21   | 2    | 806      |
| 13 | 2023年8月15日  | 21   | +-0  | 806      |
| 14 | 2023年10月5日  | 22   | 1    | 767      |
| 15 | 2023年11月2日  | 22   | +-0  | 775      |

## 歴代監督
- グレン・ゴドウィン
- Stan Luketich
- ジェイク・モリーナ
- マウロ・マゾッティ
- ルイス・ソーホー

## 代表選手
- 2013 ワールド・ベースボール・クラシック スペイン代表
- 2014 イタリアンベースボールウィーク スペイン代表
- 2014年ヨーロッパ野球選手権大会スペイン代表
- 2017 ワールド・ベースボール・クラシック スペイン代表
- 2023 ワールド・ベースボール・クラシック スペイン代表